# Neckermann
 (septembre 2016).
Si vous disposez d'ouvrages ou d'articles de référence ou si vous connaissez des sites web de qualité traitant du thème abordé ici, merci de compléter l'article en donnant les références utiles à sa vérifiabilité et en les liant à la section « Notes et références ».

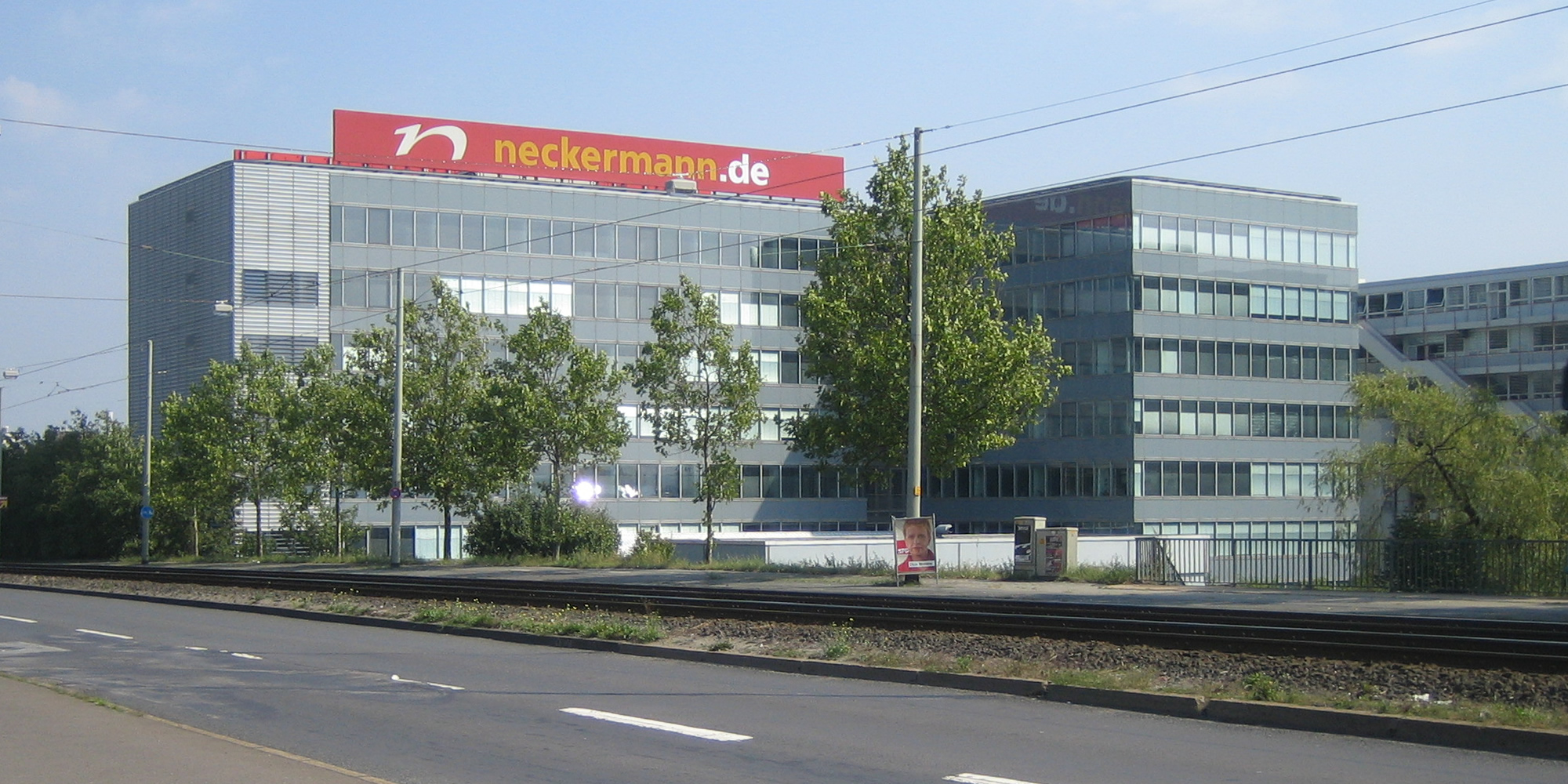
Des locaux de l'entreprise à Francfort

Neckermann (Neckermann Versand AG de sa création à fin 2005 et depuis neckermann.de GmbH) est une enseigne allemande de vente par correspondance et plus généralement de vente à distance.

## Histoire
La société de vente par correspondance Neckermann Versand AG a été fondée en 1950, à Francfort-sur-le-Main (Allemagne), par Josef Neckermann. Sa devise était : Une bonne qualité à un prix abordable. Le premier catalogue, tiré à 100 000 exemplaires, comportait 133 articles de modes sur 12 pages. La société a grandi, d'abord en Allemagne, puis à partir des années 1970 dans le reste de l'Europe, jusqu'à devenir une des plus grandes sociétés de vente par correspondance en Europe.
La société a été rachetée en 1984 par son concurrent Karstadt-Quelle, qui est devenu, ainsi, le plus grand groupe de VPC et de grands magasins en Europe.
Les entreprises de vente par correspondance Neckermann.com BV et Neckermann BV sont déclarées en faillite le 24 juin 2014 par un tribunal des Pays-Bas.